# Мольфзе
Мольфзе (нем. Molfsee) — община в Германии, в земле Шлезвиг-Гольштейн. 
Входит в состав района Рендсбург-Экернфёрде. Подчиняется управлению Мольфзее.  Население составляет 4754 человека (на 31 декабря 2010 года). Занимает площадь 7,17 км².